# Rimbach (Haslach)
Die Rimbach ist mitsamt ihrem längeren Oberlauf Appenbach ein über 8 km langer Bach des Steigerwalds im mittelfränkischen Landkreis Neustadt an der Aisch-Bad Windsheim, der nach einem insgesamt etwa östlichen und nach links ausholenden Lauf westlich von Burghaslach in die Haslach mündet.

## Name
Das Gewässer wurde um das Jahr 1413 als „Rympach“ erstmals schriftlich erwähnt. Das Bestimmungswort ist das mittelhochdeutsche Wort rint „Rind“ (*Rintbach > Rimbach).

## Geographie

### Quellflüsse

#### Appenbach
Der Appenbach entspringt zwischen dem Fünf Morgen (431 m ü. NHN) und dem Prühler Berg (434 m ü. NHN) auf einer Höhe von 427 m ü. NHN. Die Quelle liegt ca. 1 km nordwestlich von Appenfelden, einem Ortsteil von Oberscheinfeld im Landkreis Neustadt an der Aisch-Bad Windsheim. Der Appenbach ist mit seinen knapp über 5 km länger als sowohl der andere Iberlauf Haselbach der Rimbach wie auch diese selbst, dafür wasserärmer als der von Westsüdwesten kommende Haselbach.

#### Haselbach
Der Haselbach hat einen Fächer kleinerer Quellarme. Der längste entspringt zwischen dem Vordereren Schloßberg (420 m ü. NHN) und dem Mittelberg (440 m ü. NHN) auf einer Höhe von 400 m ü. NHN in der Waldgemarkung von Oberscheinfeld. Der Bach ist knapp über 4 km lang und hat noch im Wald einen längeren Zufluss vom Ort Seitenbuch auf der Höhe der rechten Wasserscheide her und kurz danach von links einen kurzen vom Schlossbrünnlein (Denkmalschutz D-5-75-116-43). Auf seinem danach in einer offenen Flurmulde liegenden weiteren Lauf passiert er Rosenbirkach, das etwas rechts der Haslach an und in der Mulde eines weiteren rechten Zulaufs liegt. Beide Orte gehören, wie auch der größte Teil des Haselbach-Einzugsgebietes, zur Marktgemeinde Burghaslach.

### Verlauf
Der Bach entsteht westlich des Ortes Oberrimbach aus dem Zusammenfluss des von Westnordwesten kommenden Appenbachs und des von Westsüdwesten nahenden Haselbachs auf einer Höhe von 318 m ü. NHN. Die dadurch entstandene Rimbach fließt nun in östlicher Richtung durch den Ort Oberrimbach.
Anschließend streift sie den nördlichen Teil des Ortes Kirchrimbach. Die Rimbach wird von wasserführenden Gräben verstärkt, die am Fuße des Burghöchstädter Berg (411 m ü. NHN) und des Rimbachsberg (388 m ü. NHN) entstehen. Danach passiert sie die Kläranlage von Kirchrimbach und verläuft nun in östlicher Richtung durch Rimbachstal, wo sie von vielen landwirtschaftlich genutzten Flächen umgeben ist. Weiterhin fließt der Bach in östlicher Richtung und passiert den Ort Unterrimbach, um dann weiter talabwärts in Richtung Burghaslach zu ziehen.
Auf dem Weg dorthin fließt er an der Kläranlage und Motocrossstrecke von Unterrimbach vorbei, um anschließend knapp 1 km westlich von Burghaslach durch den Zusammenfluss mit dem von links kommenden Freihaslacher Bach die Haslach zustande zu bringen, die dann etwa in der Zuflussrichtung der Rimbach weiterläuft.
Sein etwa 3,5 km langer Lauf endet 18 Höhenmeter unterhalb seiner Quelle, er hat somit ein mittleres Sohlgefälle von 5,1 ‰.

### Einzugsgebiet
Das Einzugsgebiet der Rimbach umfasst 22,56 km² und liegt ganz im Steigerwald. Es entwässert über die Haslach, die Reiche Ebrach, die Regnitz, den Main und den Rhein zur Nordsee und grenzt:
- im Norden an das des  Freihaslacher Bachs, des anderen Haslach-Oberlaufs;
- im Süden an das des Aisch-Zuflusses Kleine Weisach;
- im Westsüdwesten kurz an das der Scheine, eines höheren Aisch-Zuflusses über den Ehebach.

### Orte an der Rimbach
Ortschaften am Lauf mit ihren Zugehörigkeiten.
- Markt Burghaslach
  - Oberrimbach (Dorf)
  - Kirchrimbach (Kirchdorf, rechter Auenrand)
  - Unterrimbach (Dorf, links)

## Flora und Fauna
Die Rimbach ist im Vergleich mit anderen gleich langen Bächen eher wasserreich und fließt aufgrund des geringen Gefälles eher langsam. Der örtliche Fischereiverein nutzt sie als Fischgewässer und besetzt sie mit verschiedenen Fischarten, darunter Bachforellen, Aale und Weißfische.

### BayernAtlas („BA“)
Amtliche Online-Gewässerkarte mit passendem Ausschnitt und den hier benutzten Layern: Amtliche Online-Gewässerkarte mit passendem Ausschnitt und den hier benutzten Layern: Lauf und Einzugsgebiet der Reichen Ebrach
Allgemeiner Einstieg ohne Voreinstellungen und Layer: BayernAtlas der Bayerischen Staatsregierung (Hinweise)
1. 1 2  Höhe abgefragt auf dem Hintergrundlayer Amtliche Karte (Rechtsklick).
2. ↑  Höhe abgefragt auf dem Hintergrundlayer Amtliche Karte (Rechtsklick).
3. ↑  Länge abgemessen auf dem Hintergrundlayer Amtliche Karte.
4. ↑  Einzugsgebiet abgemessen auf dem Hintergrundlayer Amtliche Karte.

### Andere Belege
1. ↑  BayernAtlas. Abgerufen am 27. Dezember 2019.
2. ↑  Albrecht Greule: Deutsches Gewässernamenbuch. Walter de Gruyter, Berlin / Boston 2014, ISBN 978-3-11-057891-1, S. 439, „²Rimbach“ (Auszug in der Google-Buchsuche).
3. ↑  Vereinsgewässer. Abgerufen am 27. Dezember 2019 (deutsch).